# Ralph Brown (Schauspieler)

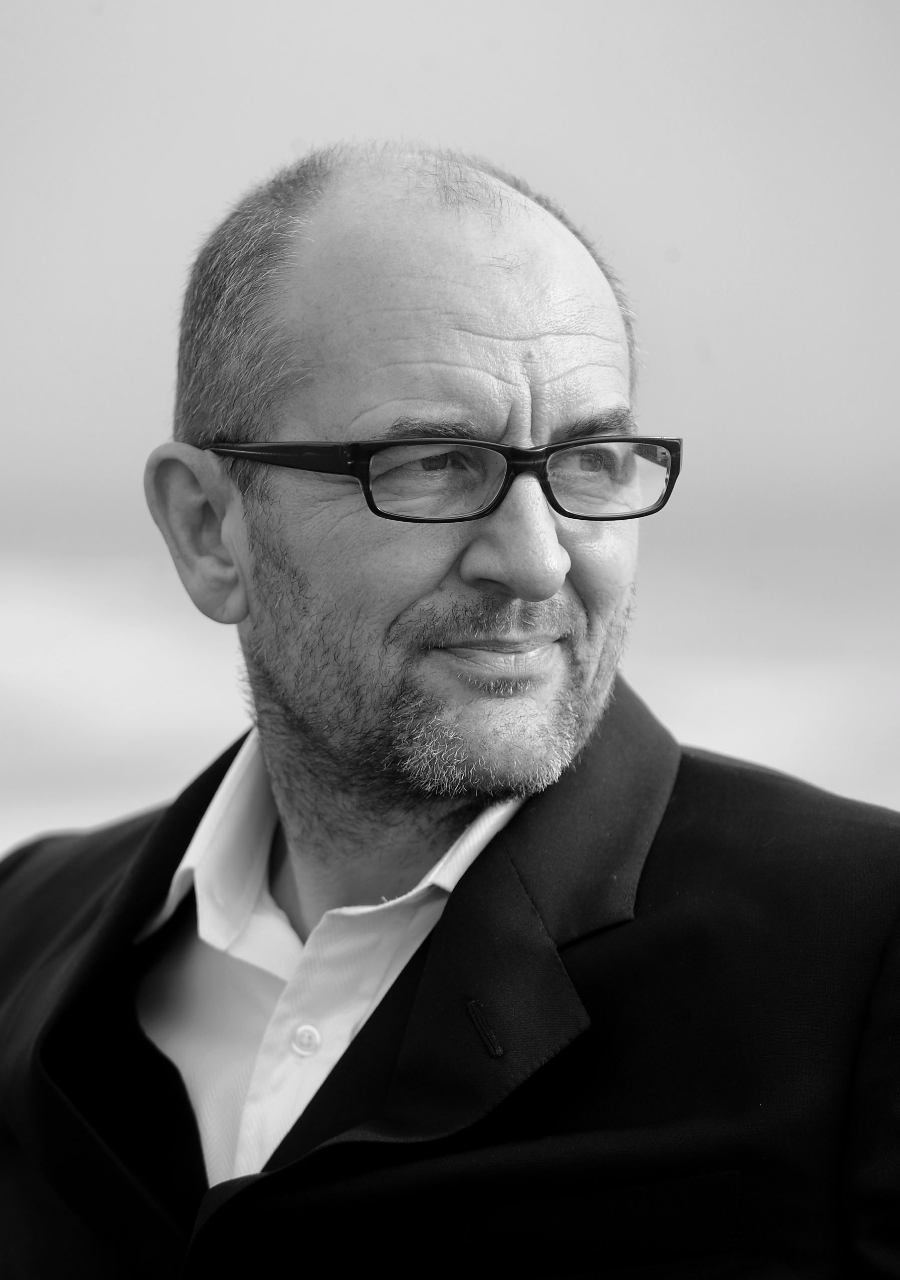
Ralph Brown (2009)

Ralph William John Brown (* 18. Juni 1957 in Cambridge, Grafschaft Cambridgeshire) ist ein britischer Schauspieler und Drehbuchautor.

## Leben
Brown wurde als Sohn von Heather und John Brown geboren. Seit den frühen 1980er-Jahren steht er regelmäßig in Film- und Fernsehproduktionen vor der Kamera, sowohl britische und amerikanische, und ist dabei meist in Nebenrollen zu sehen. Zu seinen bekannteren Rollen zählen die des Drogendealers Danny in Withnail & I, des Bankräubers Ronald Biggs in Buster, des Del Preston in Wayne’s World 2 sowie die Rolle des Sergeant Major in Dominion: Exorzist – Der Anfang des Bösen. In David Finchers Alien 3 übernahm Brown die Rolle des Assistenten Aaron, der nach seinem geringen Intelligenzquotienten nur „85“ gerufen wird. Darüber hinaus trat er in George Lucas’ Science-Fiction-Epos Star Wars: Episode I – Die dunkle Bedrohung und Steven Spielbergs Historiendrama Amistad auf.
Als Drehbuchautor war Brown für die Drehbücher des Filmes New Year’s Day (2000) sowie für das Theaterstück Sanctuary verantwortlich. Diese Arbeiten brachten ihm mehrere Preise und Preis-Nominierungen ein. Seit 2010 arbeitete er am Drehbuch Fly Me To The Moon, bei dessen Umsetzung er die Regie übernehmen will – Stand Dezember 2020 ist dieses Projekt aber noch nicht verwirklicht.
Brown ist ein bekennender Fan des Fußballvereins Brighton & Hove Albion. Er ist zudem auch musikalisch tätig und Mitglied der Band Brighton Beach Boys, in der er mit dem Saxophon auftritt. Seit 1992 ist er mit seiner Schauspielkollegin Jenny Jules verheiratet.

## Filmografie (Auswahl)
- 1982: The Merry Wives of Windsor (Fernsehfilm)
- 1984: The Hit
- 1985: Black Arrow – Krieg der Rosen (Black Arrow; Fernsehfilm)
- 1987: Withnail & I
- 1988: Buster
- 1989: Scandal
- 1991: Verliebt in Chopin (Impromptu)
- 1991: Ein Papst zum Küssen (The Pope Must Die)
- 1992: Alien 3 (Alien³)
- 1992: The Crying Game
- 1993: Undercover Blues – Ein absolut cooles Trio (Undercover Blues)
- 1993: Wayne’s World 2
- 1997: Amistad
- 1998: Up ‘n’ Under
- 1999: Star Wars: Episode I – Die dunkle Bedrohung (Star Wars: Episode I – The Phantom Menace)
- 2001: New Year’s Day
- 2001: Last Run – In den Fängen des Verrats (Last Run)
- 2001: Mean Machine – Die Kampfmaschine (Mean Machine)
- 2002: Bis zum letzten Vorhang (The Final Curtain)
- 2003: I’ll Be There
- 2004: Exorzist: Der Anfang (Exorcist: The Beginning)
- 2005: Dominion: Exorzist – Der Anfang des Bösen (Dominion: Prequel to the Exorcist)
- 2005: Puritan
- 2005: Stoned
- 2007: Straightheads
- 2007: The Contractor – Doppeltes Spiel (The Contractor)
- 2009: Radio Rock Revolution (The Boat That Rocked)
- 2012: I, Anna
- 2012: Dark Tide
- 2013: Jack and the Giants (Jack the Giant Slayer)
- 2013: Stoker
- 2013: New Tricks – Die Krimispezialisten (New Tricks, Fernsehserie, Folge 10x10)
- 2014: Elementary (Fernsehserie, 2 Folgen)
- 2015: Marvel’s Agent Carter (Fernsehserie, vier Folgen)
- 2015: The Blacklist (Fernsehserie, zwei Folgen)
- 2015: Hard Tide
- 2015–2017: Turn: Washington’s Spies (Fernsehserie, 12 Folgen)
- 2016: Jackie: Die First Lady (Jackie)
- 2017: Genius (Fernsehserie, 6 Folgen)
- 2018: Final Score
- 2018: Death in Paradise (Fernsehserie, Folge Dark Memories)
- 2019: Gemini Man
- 2021: Godfather of Harlem (Fernsehserie, zwei Folgen)